# وداد (اسم)
وِداد اسم علم مؤنث عربي الأصل، ومعناه المحبة والرغبة والميل. قد يُقصد به أيضًا جمعُ الودّ أي الحُب. وهو من الأسماء التي كانت منتشرة في الماضي ، حيث شاع الاسم في البداية عند العرب كاسم خاص بالجواري فقط، مثل جارية المعتمد بن عباد.

## الشخصيات
- وداد حمدي ممثلة مصرية.
- وداد عرفي مخرج وممثل تركي.
- وداد قعوار مؤرخة ومصممة وكاتبة فلسطينية.
- وداد إلما ممثلة مغربية فرنسية.
- وداد العيدوني أكاديمية وعالمة مغربية.
- وداد عقراوي خبيرة في الصحة الدولية وناشطة في مجال حقوق الإنسان من أصل كردي.
- وداد همادي مهندسة ودكتورة متخصصة في الذكاء الاصطناعي. تُعرف بمساهماتها الكبيرة في مجال الذكاء الاصطناعي، وخاصة فيما يتعلق بالمركبات الذاتية القيادة. نشرت ويدد العديد من المقالات العلمية التي أثرت في فهم وتطوير التقنيات المتقدمة في الذكاء الاصطناعي. كما تمتلك براءات اختراع في إدارة الطاقة ومجالات أخرى.